# PROJECT X ZONE 2:BRAVE NEW WORLD
『PROJECT X ZONE 2：BRAVE NEW WORLD』（プロジェクト クロスゾーン ツー:ブレイブニューワールド）は、バンダイナムコエンターテインメントより2015年11月12日に発売されたニンテンドー3DS用ゲームソフト。アメリカでは2016年2月16日、ヨーロッパでは2016年2月19日に発売。

## 概要
カプコン、セガグループ（セガゲームスおよびセガ・インタラクティブ）、バンダイナムコエンターテインメントのゲームキャラクターが共演するクロスオーバー作品『PROJECT X ZONE』の続編。ジャンルは前作と同様にシミュレーションRPGとなる。
本作を開発することになった切っ掛けは、日本国外での前作の評判が高かったため。前作に引き続いてメインとなる現4社（内、前身セガが2社）に加え、任天堂作品よりさらにゲスト参戦の形で5社もの参加となる。
主な変更点としては前作にあったNPCの扱いとイベントを強化をしている点。理由は前作で「シナリオがバトル関係の連続ばかりで薄く感じられた」という意見が多かったため。また前作ではストリーム再生はボイスのみ対応しBGMは内蔵音源で再生されていたが本作ではBGMもストリーム再生に対応している。
日本国外での前作は全世界共通で英語のみであったが、本作の開発当初から対応言語を増やすことを決定していた（使用可能な言語は、日本語・英語・フランス語・イタリア語・ドイツ語・スペイン語・韓国語の計7か国語）。国外版のウィンドウサイズは国内版とは異なり文字を多く入れるために広くなっている。なお、グラフィックと声とBGMは全世界共通になる。
ディレクターの森住惣一郎はモノリスソフトを退職時に『NAMCO x CAPCOM』から『無限のフロンティア』シリーズおよび本作シリーズにかけての一連のストーリーの流れが本作をもって完結できたと語っている。
2017年6月29日をもって、ダウンロード版・体験版・DLCの配信が終了した。

## ストーリー
あらゆる時間軸、あらゆる世界に突如として現れた「金色の鎖」を巡り、政府の特務機関、「森羅」に所属する主人公は、事件に巻き込まれた異世界の住人達と出会い、異世界を渡り歩く。そこに「逢魔」を筆頭に、かつて倒したはずの宿敵達が立ち塞がる。鎖の正体を突き止め、宿敵達の陰謀、そして「逢魔」の計画を止めるべく、「森羅」と「逢魔」が再び衝突する。

## システム
ダイナミック・クロス・アクティブ・バトル
前作にもあった「クロス・アクティブ・バトル」を進化したバトルシステム。
新たに敵の後ろや横から攻撃するとダメージが上がったり、斜めに移動できたり、SPがスキルをしようする際のXPの代わりになったり、戦闘で使える技を6回から3回まで短縮といった設定が追加された。
特に攻撃回数を減らしたのは、前作においての攻撃の回数が6回で長くかつ作業的と感じたユーザーが多かったため。
サポート＆ソロアタック
あらかじめペアユニットと組ませたソロユニットと隣接する別のペアユニット（サポートユニット）を戦闘中に呼び出し、援護させることができるシステム。ただし前作と違いクロスヒットはソロユニットとペアユニットの攻撃が同時ヒットしたときのみで、サポートユニットの攻撃は特定のスキルなしではクロスヒットしなくなった。
チャージボーナス
ペアユニットが戦闘中に使用しなかった技が次のターンで威力が上昇するシステム。
クロスブレイク＆XPゲージ
クロスヒットしている状態で敵を吹っ飛ばす攻撃を使用すると発動。クロスヒットを強制的に解除する代わりに特大のダメージを敵に与えることができる。
ミラージュキャンセル
ペアユニットが技を発動している間にBボタンを押すと発動。使用していた技を中断したうえで敵をスローモーションにする。クリティカルヒットが狙いやすくなり、攻撃回数も1回復する。必殺技と同じくXPを100消費するが、装備品やスキルで消費量を減少させることも可能。
技強化＆スキル
戦闘で得たCP（カスタマイズポイント）をそれぞれインターミッションで使うことができる。スキルはレベルを上げることで取得が可能な状態となりCPを使って取得。ペアユニットはレベルが上がることで、ソロユニットはストーリーが進むごとにスロットが増えていく。同じくCPを使ってキャラクターの使う技を8段階まで威力・状態異常発生率・クリティカルダメージ率・コンボXP回復率強化することが可能。
ショップ
インターミッション画面でアイテムを売買できる。店員は基本的に裏嶋だが、話によってはシルフィーやみゆきとなり、独自の品が並ぶこともある。
クロスペディア
インターミッション画面でチュートリアル、キャラクター事典が閲覧可能。

## 登場キャラクター
*マークは敵、#マークはイベント専用キャラクター、 ☆マークは新キャラクター。

### NAMCO X CAPCOM
本作の主人公は、有栖零児と小牟の2人である。
有栖零児（ありす れいじ）
声：井上和彦
キャッチコピー：特務機関「森羅」の凄腕エージェント
日本政府直属の特務機関「森羅」に所属するエージェント。本作では六本木での新たなる妖物反応の調査と渋谷におけるBSAAとの合流から、あらゆる次元を貫く金の鎖を巡る今回の事件へと巻き込まれていく。
「逢魔」との戦いが終わった後、小牟と結婚をする。
専用テーマは「すばらしき新世界」（通常時）、「ゆらぎの街のアリス」（通常時）、「必勝への軌跡」（必殺技発動時）、「いつかきっと、月光の下で」（複数技発動時）。
小牟（シャオムゥ）
声：南央美
キャッチコピー：零児を支える、765歳の仙狐
零児のパートナーである森羅所属エージェントで、その正体は仙狐と呼ばれる妖怪。本作でも相変わらずセリフのほとんどが漫画やゲームからの引用であったり、外見が出典よりだいぶ盛っているとたろすけから指摘されることもある。
本作の限定版付属のニンテンドー3DS版『ワルキューレの冒険 時の鍵伝説 with シャオムゥ』ではプレイヤーキャラクターとして登場する。
専用テーマは「すばらしき新世界」（通常時）、「ゆらぎの街のアリス」（通常時）、「必勝への軌跡」（必殺技発動時）、「いつかきっと、月光の下で」（複数技発動時）。
沙夜（さや）*
声：折笠愛
キャッチコピー：世界を乱す「逢魔」極東本部の妖狐
今回は全編を通して敵として登場する。新メンバーのシースにはその独特のハイテンションぶりから「ツッコミに回らないといけないから疲れる」と手を焼いている部分がある。
毒牛頭（どくごず）*
声：西嶋陽一
毒馬頭（どくめず）*
声：奈良徹
それぞれ牛と馬の頭を持つ鬼で、逢魔に所属する沙夜直属のエージェントコンビ。毒牛頭は前作に続いて結婚願望が強すぎる傾向があり、また物事を深く考えない猪突猛進な性格。一方の毒馬頭は理知的かつ落ち着いた性格で与えられた任務を忠実に遂行する。両者ともに毒と力にものを言わせた戦法をとる。
片那（かたな）*
声：水谷優子
沙夜のクローンにあたる存在で白髪に加え、白い服を身に着けているのが特徴。感情に乏しく、沙夜と違い武器も刀一本のみである。
逢魔の下級妖怪*
カマイタチ・蒼 / 紅 / 橙（声：名村幸太郎）、悪天狗 / 業天狗（声：長谷川芳明）が登場する。
登場演出に独特の転移エフェクトが入る。

### PROJECT X ZONE
亜片那（あかたな）*
声：水谷優子
片那の亜種で、黒髪に赤を基調とした服装が特徴。片那とは異なり、感情豊かでかなり陽気な性格。
百夜・改（びゃくや・かい）*
声：水谷優子
亜片那を生体コアにした兵器で、次元を掘削してつなげるという能力があった百夜とは異なる力を持つ。喋り方はコアである亜片那譲り。

### オリジナルキャラクター

#### 森羅
裏嶋千鶴（うらしま ちづる）#☆
声：國府田マリ子
キャッチコピー：クセの強い「森羅」の博士
森羅の装備課の課長を務める女性。誕生日は6月27日。自ら開発に関わった大型車両「龍亀一號」のドライバーを務める。戦闘は不得手で、バトルが始まる前には車両の中などの別の場所へ離脱する。森羅の所有する武器や装備の開発・メンテナンスを一手に引き受けており、その役割から周囲には自身のことを「博士」と呼ぶように言い聞かせる。倒置法を多用した喋り方が特徴で、落ち着いた雰囲気を持つが、時に熱く語ったり頑固になったりするなど、とにかくマイペースで変わった性格をしている。20代前半に見えるが、正確な年齢は不詳となっている。
キャラクターデザインはトナミカンジ。髪の毛の色は当初は銀髪に紫や緑を入れるなど検討していたが上手くいかず、最終的には普通の銀髪になった。
龍亀一號（りゅうきいちごう）#☆
50人以上を乗せて移動ができ、陸海空に対応可能・次元移動もこなせる局地用特務車両。住居スペースの他、裏嶋の趣味によるゲームコーナーや温泉などの娯楽施設が備えられている。
作中では登場しないが、二號は宇宙用、三號はロボット型、零號は裏嶋が買い物に行く時に使うスクーターと設定されている。

#### 逢魔
シース*☆
声：三石琴乃
キャッチコピー：「逢魔」北米支部の陽気なエージェント
逢魔の北米支部に所属するうさぎ耳のエージェント。バニーガール風の制服に身を包み、様々な世界に出現する金の鎖の回収作業を指揮している。日本語は片言だが、時折混ざる英語もイントネーションが怪しい。無駄にテンションが高い上に必須任務以外の雑多な作業についてはやや適当で、沙夜からは「ツッコミがいないと疲れる子」「しかたない」と言われている。
一方で、与えられた任務の遂行はぬかりなく行い、戦闘力も決して低くはない。戦闘中は剣技をはじめ、トランプ型爆弾や自身の分身を駆使した戦術を用いる。
地水火風の四元素を司る武器である傘の剣「フレイムブレード」、時計型シールド「アース・クロック」、マシンガン「フラッドガン」、カフスナイフ「ドラフトナイフ」を用いている。
狐の妖怪である沙夜に対抗してウサギということでバニーガールをモチーフにして斉藤和衛にデザイン発注が行われたが、斉藤はバトル原画も担当していたこともあり、途中でトナミカンジに交代した。
ナイン・ナイン*☆
声：三石琴乃
九十九計画から誕生した逢魔の搭乗機で、シースが使用している。
ソード*☆
声：うえだゆうじ
逢魔北米支部の一員。逢魔上級エージェントのクローンで、シースの忠実なる部下。片那と同じく感情が乏しく、片那を男にしたような容姿をしている。片那とは作中で意思疎通が図れているかのような描写もある。
百神（びゃくしん）*☆
声：松井菜桜子
本作のラストボス。
逢魔が進めていた「百一胎計画」によって作り出された巨大戦闘兵器。『NAMCO X CAPCOM』での闘いで下半身を失った不完全な状態のまま起動し、その結果敗れ去った九十九の完成体にして強化型。
逢魔北米支部のモンスター*☆
ブルー・ハッター / レッド・ハッター / オレンジ・ハッター（声：中西尚也）が登場する。
サルベージされたモンスター*☆
十八 / 八十八（声：清都ありさ）、十五 / 五十五（声：長谷川芳明）、十二 / 二十二（声：高岡香）が登場する。

### バンダイナムコエンターテインメント側のキャラクター

#### テイルズ オブ ヴェスペリア
今回ユーリは前作でソロユニットであったフレンとペアを組み、エステルがソロユニットとなっている。
ユーリ・ローウェル
声：鳥海浩輔
キャッチコピー：その心には、ギルドの掟
成歩堂＆真宵との掛け合いでは成歩堂の台詞を述べている（演者の鳥海は『ULTIMATE MARVEL VS. CAPCOM 3』で成歩堂を演じている）。
専用テーマは「戦いの火蓋」（通常時・複数技発動時）、「火花散らして」（通常時、必殺技発動時）。
フレン・シーフォ
声：宮野真守
キャッチコピー：その胸には、帝国騎士の誇り
ユーリとフレンは共に星喰みの残党を追っている途中、突如魔法陣が出現し星喰みたちがそこに飛び込んだことから自身らも追って飛び込み転移し、転移した先であるイーリス聖王国にてワルキューレと再会し、イーリスの住人であるチキ、クロムとルキナと出会う。彼らと共闘することになり、戦いが終わった後は魔法陣を調べたいとフレンが言い出しユーリは付き合うことにし、しばらく後にテルカ・リュミレースに帰還する。ハルルの街へと戻ったところで一人立っていたエステルを発見し、その場所まで行こうとするがエステルは忽然と姿を消してしまっていた。そこへ現実世界の日本から偶然転移していたせがたが現れ、ユーリがせがたにとって遊びを侮辱したとも取れる発言をしたことで一戦交え、戦いの後に零児たちが合流し再会を果たす。エステルがシャドルーの総帥ベガによって操られていることを知り、彼女を奪還するべく一行に加わり、エステル奪還後は、ユーリがクロムからの頼みもあってそのまま一行に付き合うことになる。
専用テーマは「戦いの火蓋」（通常時・複数技発動時）、「火花散らして」（通常時、必殺技発動時）。
エステル
声：中原麻衣
キャッチコピー：世界の安隠を願う可憐な姫
本作ではベガのサイコパワーに操られ、一部のステージで敵として登場する。牛乳が切れてしまったため、それを買いに行き、帰ってきたところでベガと遭遇し逃亡しようとするも洗脳されてしまう。ユーリとフレンが花の街ハルルに帰還した際はすでに洗脳状態であったため、ベガのところに向かおうとしていた。ハルルの街での戦いの後は洗脳が解けかけるもタルカロンに逃亡し、そこで待ち構えていたベガに誘いこまれそうになるが、ユーリとフレンの攻撃を受けて正気を取り戻す。話し合いの末、一行に合流、共闘することになる。
本作では「戦う姫」の衣装として「セクシータイフーン」の衣装を用意しており、ソロアタック技「セイクリッドブレイム」で披露している（早着替えは練習してきたとのこと）。乙姫のスタイルを見て落胆していた。一方、姫つながりでルキナとは互いに対抗心を燃やしたり、衣装の交換をしようとするなど仲が良い。
専用テーマは「鐘を鳴らして」。
ザギ*☆
声：陶山章央
キャッチコピー：狂気と闘争心に満ちた暗殺者
『テイルズ オブ ヴェスペリア』のボスキャラクター。かつてフレンを抹殺するために雇われた暗殺者だったが、ユーリに撃退されて以来彼の力に魅せられ、執拗に付け狙うようになった。原作でのタルカロンでの戦いで奈落の底に落ちて行ったはずだが、その奈落から復活を果たす。原作同様にユーリに対し狂気的というほどの執着を見せており、同様にエックスに執着するVAVAとは同じ心に「鬼」を持つものとして意気投合している。後からシグマの部下として登場し、VAVAと共に行動をしている。
テルカ・リュミレースに生息するモンスター*
ハンマーゴーレム、ジェントルメン（声：中澤まさとも）、ガットゥーゾ、プレデント、ギガデント / エッグベア / カンバラーベア（声：近藤浩徳）が登場する。ベガのサイコパワーで操られた者もいた。
星喰み（ほしはみ）*
テルカ・リュミレースに伝わる世界に混乱をもたらす存在。ユーリたちに倒されたが、ゆらぎの影響で復活している。
眷属のアウトブレーカー、ナイトブレーカー、デイブレーカーが登場する。
デューク#☆
直接姿は見せないが、零児たち一行がハルルの街を訪れた際、街の外で待機していた裏嶋にエステルの居場所を教える。後にそのことを聞いたユーリは心の中でデュークに感謝している。

#### 鉄拳シリーズ
今回は仁と一八がペアを組み、前作で仁の相方だったシャオユウは春麗とペアを組む。
仁と一八の必殺技には『鉄拳6 BLOODLINE REBELLION』のオープニングで両者が交差して殴り合う場面が導入されている。
風間仁（かざま じん）
声：千葉一伸
キャッチコピー：デビルの力を憎む、三島財閥頭首
現・三島財閥頭首。一八の息子にして平八の孫で正統派空手の使い手。本作では一八とペアユニットを組む。『NAMCO x CAPCOM』にて姿を消した三島一八を殺害するために単身魔界へ赴き、再会した一八・平八と殺し合いを始めようとした矢先に魔物たちに襲われる。さらに合流してきた零児たちと共闘するはめになり、父と祖父との決着はうやむやなまま事件に巻き込まれる。ペアを組む一八との仲は極めて険悪で戦いの最中も互いに命を狙い合う仲。仁本人は悪人ではないが、再会したキャプテンコマンドーの「今も正義を守ってるかい？」という挨拶には沈黙で応えている。体内に「デビル因子」を持ち、三島の血もろともその力の消滅を望んでいる。
原作ゲームではシャオユウを「シャオ」と呼んでいるが、前作を含めてこのシリーズでは「シャオユウ」と呼んでいる。これは原作を知らない人向けに正式名称を呼ばせているというゲーム的な都合となる。
専用テーマは「Burning(TEKKEN6 BR Opening)」（通常時・必殺技発動時・複数技発動時）と「Jin Kazama」（通常時）。
三島一八（みしま かずや）
声：篠原まさのり
キャッチコピー：デビルの力を操る、冷血非道の悪鬼
三島流喧嘩空手の使い手。仁の父にして平八の息子。本作では仁とペアユニットを組む。『NAMCO x CAPCOM』ではデビルカズヤとして零児たちの敵として登場し、最後の戦いでデビルの力を完全なものにすると言い放ち魔界へ消え、本作では完全にデビルの力を制御することに成功する。技の中ではデビル化してブラスターを放つものもある。魔界に現れた仁・平八との死闘が始まる前に魔物たちに襲われ、後ほど合流してきた零児たちと図らずも共闘。人間界から姿を消していた間の情報を見返りに零児たちと共に戦うこととなる。平八以上に純粋な悪人で他メンバーとの馴れ合いもよしとしないが、空き時間には桐生と卓球に興じる、龍亀一號の片付けを手伝わなかったがためにリーンベルに叱られる、とそれなりに馴染んでいる。ペアを組む仁との仲は最悪だが平八をソロユニットとして組ませると、戦闘後の掛け合いで仁と息を合わせて平八をなじる掛け合いが見られる。キャプテンコマンドーとの掛け合いでは彼から「デビルカズヤ君」と呼ばれる。
専用テーマは「Burning(TEKKEN6 BR Opening)」（通常時・必殺技発動時・複数技発動時）と「Jin Kazama」（通常時）。
凌 暁雨（リン・シャオユウ）
声：坂本真綾
キャッチコピー：多彩な技を駆使する快活娘
中国拳法の使い手である女子高生。本作では春麗とペアユニットを組む。一八を殺害するために渋谷に向かった仁を追っていたところでシャドルーを追う春麗と再会し、戦いに巻き込まれてしまう。友人である仁と恩人と慕う平八のために三島一家の和解を望んでいる。無自覚に若さをアピールしたり、アリサに嫉妬したり、春麗の昔の勝ち台詞を引用したりするため、春麗からは複雑な表情を浮かべられることも多い。
専用テーマは「Tekken Tag Tournament Piano Intro -Massive Mix-」（通常時・必殺技発動時）。
三島平八（みしま へいはち）
声：石塚運昇
キャッチコピー：いまだ無双の鉄拳王
元・三島財閥頭首で一八の父。仁は実の孫にあたる。三島流喧嘩空手の使い手。本作でもソロユニットとして登場。シャドルーに細菌兵器「タナトス」を日本に持ち込んだ容疑を着せられ、成歩堂に弁護を依頼。待ち合わせ場所の神室町でゾンビ騒動に巻き込まれるが「呪いのマンホール」から通じた魔界で仁と一八に再会、以後零児たちと共闘する。息子や孫を研究材料にすることも厭わず他世界のテクノロジーも興味深げに伺う悪人だが、豪放磊落な性格から他メンバーとの順応性は高い。
専用テーマは「Tekken Tag Tournament Piano Intro -Massive Mix-」。
アンノウン*☆
声：能登麻美子
『鉄拳タッグトーナメント』『鉄拳タッグトーナメント2』の最終ボス。紫がかった黒の液体に身を包む全裸の美女で、その名の通り正体不明の存在。巨大な手や柱を召喚させて戦うほか、仁の母親で一八の妻にあたる風間準の使用する古武術も駆使する。その容姿から仁や一八からは準本人ではないのかと疑っているが、当の本人が終始無言のため、はっきりとは明かされていない。メイナスによると「すでに失われた魂が何らかの力でこの世に留まっている存在」らしい。
木人（もくじん）*
鉄人（てつじん）*☆
本作ではインターミッション画面のトレーニングでダミーとして登場する。

#### ソウルキャリバーV
凪津（ナツ）☆
声：大浦冬華
キャッチコピー：大妖怪を宿した封魔衆のくノ一
17世紀の日本で活躍した忍者集団・封魔衆のくの一。『NAMCO x CAPCOM』でも登場したタキの弟子。生まれつき大妖怪アラハバキを宿している。行方不明になったタキを探す旅の途中でゆらぎに巻き込まれ現代の渋谷に転移され、同じく居合わせた飛竜たちと出会う。かつてタキと共闘した飛竜からタキのことを聞くため追いかけて次元転移し、転移先のはぐれ者たちの島で零児たちと出会い、以後も共闘する。忍者とは思えない奔放な性格と今どきの若者風の砕けた口調が特徴。そのため晶＆影丸との戦闘前の掛け合いでは晶に「どっちが過去から来た忍か分からんな」と言われる一方、戦闘後の掛け合いでは影丸と共に「修行が必要」と語り、晶からは「言うことが同じだな」と感心されている。その他、仁＆一八の戦闘後の掛け合いでは、吉光の一族が現代でも続いていることを知り驚く、リュウ＆ケンとの掛け合いでは武神流との関係性を問われ、「一緒にしないでほしい」というなど、忍者関連の掛け合いは多い。また戦闘前の掛け合いでは同じ若者であるシャオユウやゼファーとは意気投合しており、両者共相方に嘆かれていた。戦闘前の掛け合いでルキナにその言葉遣いを気に入られていった。
専用テーマは「響き万雷、封魔の風切り」。

#### .hackシリーズ
今回カイトはハセヲとペアを組む。
カイト
声：相田さやか
キャッチコピー：『黄昏の腕輪』を持つ伝説のPC
専用テーマは「時の階段」（通常時・必殺技発動時）と「やさしい両手」（通常時・複数技発動時）。
ハセヲ☆
声：櫻井孝宏
キャッチコピー：復讐に身を焦がす「死の恐怖」
ハセヲは葬炎のカイトを追っている最中に、自身の時間軸から約7年前の『The World R:1』の「マク・アヌ」に転移してしまい、カイトと出会う。最初はカイトを葬炎のカイトと勘違いしていたが、そこに本物の葬炎のカイトが現れたことで、ハセヲはカイトと共闘することになる。
戦闘時の掛け合いにおいては、カイトはゲームネタに反応する場面が多い。また、キャプテンコマンドーから「仲間を呼んでみては」と勧められた際は、前作でペアを組んだブラックローズや、ミストラルについて言及している。
一方、ハセヲはパイと組ませると、うんざりしたようなリアクションを見せる。また、アティと組ませると、うっかり「アトリ」と呼んでしまい（理由は後述）、窘められる他、キャプテンコマンドーから「仲間を呼んでみては」と進められる件では「クーンはいいとして、アトリは巻き込みたくない」との発言がある。
ハセヲが参戦した理由は、前作のアンケートで『.hack//G.U.』からのキャラクターを希望する声が多かったため。また、衣装は原作ゲームにおける3rdフォームの服装になっており、ストーリーの時系列の意味を伝える構成になっている。
専用テーマは「時の階段」（通常時・必殺技発動時）と「やさしい両手」（通常時・複数技発動時）。
葬炎のカイト*☆
声：相田さやか
キャッチコピー：『The World』を放浪する謎のPC
『.hack//G.U.』のボスキャラクターで、ハセヲからは「三爪痕（トライエッジ）」と呼ばれる。作中ではダンテに「ダーク・カイト」とも呼ばれていた。
スケィス*
『.hack』のボスキャラクター。ハセヲの憑神（アバター）のはずだが正気を失っており、カイトの時代のスケィスの姿をしている。数回敵として登場する。物語中盤でハセヲによって暴走を止められ、正気を取り戻し元のスケィスの形に戻る。正気に戻ってからはカイト＆ハセヲの複数技の一員として戦闘に参加する。しかしハセヲのもとに戻ってからもスケィスのコピーが敵として登場している。
ステハニー*
声：檜山修之
本作では前作での復讐のために登場。龍亀一號の車体の下に潜り込み、隙を見て龍亀一號の鍵を盗み取って前作と同じくそれを取り戻すための鬼ごっこ勝負を仕掛けてくる。
アウラ#
声：坂本真綾
AIDA <Anna>（アイダ〈アナ〉）*☆
『The World』に蔓延るウイルス。仕様外の力を発揮できる代わりに、感情の制御ができなくなる。
『The World』に登場するモンスター*
首狩人 / 首無し皇帝（声：名村幸太郎）、ゴブリンメイジ / ゴブリンセージ、ストレンジヘッド / オーリンパック、ギガマウス / アペティーター（声：長谷川芳明）が登場する。
登場時は『The World』演出の転送エフェクトが入る。
認知外変異体（アウターバグ）*
バグ・ポーン（α/β/γ）、バグ・クイーン（α/β/γ）が登場する。

#### ゴッドイーター2
前作でソーマとペアを組んでいたアリサは、今回ソロユニットとして登場。
シエル・アランソン☆
声：能登麻美子
キャッチコピー：絆に目覚めた特殊部隊ブラッド副隊長
専用テーマは「F.A.T.E」（通常時・必殺技発動時）と「No Way Back」（通常時・複数技発動時）。
香月ナナ（こうづき ナナ）☆
声：加藤英美里
キャッチコピー：明るく元気で良く食べるゴッドイーター
好物の「おでんパン」を味方にも振舞う場面があり、評判は概ね良好だが、ワルキューレからは「オーディン・パン」、晶からは「五連パン」と聞き間違えられた挙げ句、敵である沙夜からは「ちくわぶと餅巾着が入っていないから減点」とダメ出しされている。
また、レオンの演者である森川は『ゴッドイーター2』にてチャージスピア使いのギルバート・マクレインを演じていることから、戦闘前掛け合いでレオンにチャージスピアを勧めている。
専用テーマは「F.A.T.E」（通常時・必殺技発動時）と「No Way Back」（通常時・複数技発動時）。
アリサ・イリーニチナ・アミエーラ
声：坂本真綾
キャッチコピー：新たな役割を担う“第二世代の模範”
フェンリル極東支部の独立支援部隊「クレイドル」に所属するゴッドイーター。前作の事件から数年が経過した時間軸から巻き込まれたため以前よりも容姿が大人びている。前作で面識のある一部のキャラクターからはその変わりぶりを驚かれ、ゼファーとヴァシュロンからは「新しいリーンベル」と勝手に認定されてしまうほど。正式加入した後はヴァシュロンに対して辛辣な対応をとることが多くなっている。
掛け合いでは服装に対する弄りが多く、そのたびに「自分はこれが普通だ」とツッコんでいる。3年前の口癖である「ドン引きです」を言うこともあるが、アリサ本人は3年前の自分のことは思い出したくない模様。カイト＆ハセヲとの掛け合いでは『ゴッドイーター2 レイジバースト』で追加された近接武器のヴァリアントサイズを挙げている。
専用テーマは「No Way Back」。
アラガミ*
人類に敵対する存在。ベガの戦力としても登場する。
ヴァジュラ、マルドゥーク、コンゴウ（堕天）、オウガテイル（堕天）、コクーンメイデン（堕天、雷/氷）、サイゴート（堕天、火/氷）、ドレットパイク、グボロ・グボロ（堕天、黄金）、アバドンが登場する。
神機兵*☆
神機兵、暴走神機兵が登場する。

#### サモンナイト3
アティ☆
声：川澄綾子
キャッチコピー：魔剣の宿命を背負う家庭教師
喚起の門が暴走しているのを察知し、それを確認するため喚起の門に向かい零児たちと遭遇する。そこで喚起の門を鎮め、鎮めた後は門の力によって出現した亡霊たちを解放するためその場は協力する。戦いの終わった後は皆を送り還すために渋谷に召喚するが、自身も召喚してしまい、やむを得ず元の世界に戻るため同行することになる。
掛け合いでは教師らしく振舞う一方、元軍人で召喚師であるためにクリスやジル、クロムらの部隊に勧誘されそうになったり、ゼファーとヴァシュロンのセクハラに遭ったりと、色々な意味で注目の的となっている。ギャグシーンで抜剣覚醒する場面も度々見られる。
また、演者である川澄は『.hack//G.U.』にてアトリを演じているため、カイト＆ハセヲと組ませると先述の通りハセヲから間違って呼ばれる。また、戦闘後の掛け合いでは二人に対して投げかけた言葉に、ハセヲが「歩くような速さで、か……」と口にしている。
ソロアタック時にはホーンテッド船長、鬼神将ゴウセツ、プニム、でんちマンを召喚して戦う。
専用テーマは「太陽が呼んでいる」。
亡霊達*
亡霊兵士 剣/弓（声：名村幸太郎）、亡霊召喚士 霊/幻（声：帆世雄一）、亡霊召喚獣（声：中西尚也）が登場する。

#### ワルキューレの冒険シリーズ
前作同様ソロユニットとして登場。
ワルキューレ
声：井上喜久子
キャッチコピー：天より降り立った、乙女の騎士
ソロアタック「ワルキューレの騎行」では他作品のナムコキャラクターである『ワギャンランド』のワギャン、『トイポップ』のピノとアチャ、『ソルバルウ』を呼ぶようになった。『NAMCO x CAPCOM』で共に戦ったクリノ、サビーヌとは前作同様別行動をとっている。
演者である井上は『サクラ大戦3』にてロベリア・カルリーニを演じているため、大神＆エリカと組ませるとロベリアの声真似をする。また、エックス＆ゼロと組ませると、エックスから第17精鋭部隊へ勧誘され、それを快諾したことに対してゼロから「おいおい」とツッコまれる。
専用テーマは「メイン・テーマ」。
カムーズ*
声：三宅健太
『NAMCO x CAPCOM』以来の参戦。
本作でも原作や『NAMCO x CAPCOM』同様に「黄金の種」を狙ってくる。
マーベルランドのモンスター*
シーザス（緑 / 青 / 黒）（声：中西尚也）、ロボディアン（金 / 黒）、カオックス（青）、ホノーリアン、ダダッタ（声：長澤まさとも）が登場する。

#### ゼノサーガシリーズ
前作でT-elosとペアを組んでいたKOS-MOSは、本作では後述のフィオルンとペアを組む。
KOS-MOS（コスモス）
声：鈴木麻里子
キャッチコピー：秩序に従属する戦闘用アンドロイド
キャプテンコマンドーとの掛け合いでは、呼び出したい仲間としてゼノサーガシリーズで共闘したシオンやM.O.M.O.（モモ）などの名を挙げ、キャプテンに「欲張りすぎだね」と呆れられた。
専用テーマは「she's coming back」（通常時・必殺技発動時）。
T-elos（テロス）*
声：鈴木麻里子
キャッチコピー：“秩序”とならんとする“究極”の兵器
ゼノサーガシリーズのボスキャラクター。本作では全編を通して敵として登場。
グノーシス*
人類に敵対する存在。虚数空間に存在するため、KOS-MOSのヒルベルトエフェクト無しでは物理的干渉は不可能である。
ゴブリン、バグベアー、アルマロス、ゴーレム、ペルーン、ストリボーグ、スヴァロギッチが登場する。
アスラ27式*☆
合成人間「レアリエン」の戦闘用タイプ。T-elosが兵器として多用している。

#### 妖怪道中記
たろすけは『NAMCO x CAPCOM』以来の登場だが、今回はイベント専用キャラクターである。
たろすけ#
声：折笠愛
キャッチコピー：地獄を渡り歩いた、わんぱく少年
竜宮城に訪れもてなしを受けていたところ、黄金の種を求めて訪れた零児一行と再会する。
本作ではおもてなしの最中ということで、戦闘には加わらない（一度は戦闘に参加しようとするが、乙姫の命令で御剣を守るために下がる）。
クロスペディアでは『NAMCO x CAPCOM』でペアを組んでいた『源平討魔伝』の平景清との再会を望んでいる言葉を聞くことができる。
乙姫（おとひめ）#
声：松下美由紀
竜宮城の主。原作よりかなり豊満になっている。
たろすけをもてなしていた際、黄金の種を狙った敵の襲撃を受け、その直後に種が無くなっていたことに気づいたため、結界を張って侵入者を城に閉じ込めていた。
メンバー全員を一気に転移させるほどの力を備え持つ一方、閉じ込めた敵を問いただすためにわざわざ大道具を用意して成歩堂を担ぎ上げ竜宮裁判と称して裁判官役を務めたり、マーベルランドへ一行を送ろうとして同名の別の場所に送ってしまうなど本作ではボケ役的な立場で、後者の件でハセヲに「オッチョコチョイ姫」呼ばわりされた。

#### オーダイン
ショップ店員として登場。
みゆき#☆
声：折笠富美子
キャッチコピー：商魂たくましい「空中IN」の店員
空飛ぶショップ「空中IN」の店員。シルフィー同様、敵対勢力とも取引をしている。裏表のある性格で、基本的に明るい笑顔で丁寧な接客をするが客以外には冷たく、買い物をしない者がいると暗い表情で冷徹に振る舞い毒舌を吐いたりする。ただし、シルフィーとは一緒にされたくないとのこと。

### カプコン側のキャラクター

#### バイオハザード シリーズ
前作同様クリスとジルがペアを組み、新たにソロユニットとしてレオンが登場。エイダはイベント専用キャラクターとして登場。
クリス・レッドフィールド
声：東地宏樹
キャッチコピー：BSAA、オリジナル・イレブンの猛者
専用テーマは「Ship Battle」（通常時・複数技発動時）と「Ride on Sea」（通常時・必殺技発動時）。
ジル・バレンタイン
声：湯屋敦子
キャッチコピー：ラクーンシティを駆け抜けた、クリスの良き相棒
本作ではクリスとジルは森羅と合同作戦のため渋谷に待ち合わせしている途中で金の鎖に遭遇し、それを調べている途中で敵に囲まれ戦いに巻き込まれていく。本作では初期から参戦しており、特にクリスはリーダーシップを取っていることが多い。また、エピローグでクリスは三島一家を中心とした喧嘩勝負に「体術を磨けば弾丸を節約できる」という動機で参加した（ジルからは「手から炎を出したらコンビを解散するから」と呆れ気味に言われたが、本人は出す気満々だった）。
『NAMCO x CAPCOM』で起きた渋谷の次元融合事件についてブルースとレジーナが報告したと思われる資料がBSAAにあったとクリスが言及しており、ブルースらしき人物が現地にいたとジル自身も言及している。それに続く形で春麗が自身の所属するインターポールや鳳鈴が所属する中国安全部が事件に関わっていたと証言している。
専用テーマは「Ship Battle」（通常時・複数技発動時）と「Ride on Sea」（通常時・必殺技発動時）。
レオン・S・ケネディ☆
声：森川智之
キャッチコピー：数々のバイオテロを生き延びた、凄腕エージェント
滅菌処理で焼失したはずのトールオークス教会と謎の金の鎖が出現したとの情報聞きつけ、調査に向かい教会に訪れる。目的地につくやいなやハニガンとの通信が繋がらなくなり、エイダと逢魔の沙夜と鉢合わせになる。沙夜に森羅と嘘をつかれるが、そこに本物の森羅・零児と小牟が現れたこととクリスとジルが自身の出会ったときよりも若い容姿だったことが事態を混乱に招く。レオンは真実を見定めるためしばらく静観していたが、他の逢魔のメンバーが現れたことで真実が明らかになり、零児たちへの疑いが晴れ以後協力することになる。
演者の森川は過去にリュウを演じており、リュウ＆ケンとの戦闘前の掛け合いでは「波動拳！ 昇龍拳！ ……柄じゃないぜ」と言うネタがある。また、森川は零児にそっくりなキョウスケ・ナンブも演じていたため、零児＆小牟との戦闘前の掛け合いでは「どんな相手だろうが撃ち抜くのみ！」という決め台詞に2人が反応するネタもある。
バイオハザードシリーズからの参戦の要望の声が多かったため、今回参戦となった。なお今作のレオンは『バイオハザード6』準拠となっており、他にもソロアタックで使用する武器には『バイオハザード4』からマインスロアーとロケットランチャー（特殊弾）も登場する。
専用テーマは「Main Theme」。
エイダ・ウォン#☆
声：皆川純子
キャッチコピー：バイオテロの裏で活躍するスパイ
レオンと同じ目的でトールオークス教会に訪れる。しばらくの間はレオンと共に戦いを観戦していたが、森羅と敵対する逢魔がB.O.W.が手に入れてどうするつもりか調べるためその場を立ち去った。
ネメシスT-型（追跡者）*
声：奈良徹
『バイオハザードIII』のボスキャラクター。かつて洋館事件においてBSAAの前身である組織、S.T.A.R.S.に向けて投入されたタイラント型のバイオ兵器。シャドルーの手で量産されている。
本作の『バイオハザード』の時系列では追跡者は古いタイプであり、ジルはなぜこんな古いタイプを量産しているのか疑問を持っていたが、せがたはそれに対し「傑作はどれほど時がたっても色あせることは無い」と返答した。
前作でクリスに「俺たちはもうBSAAだ」と指摘されたものとは別個体で、本作ではBSAAと呼んでいる。クロスペディアのボイスや、ときどきではあるものの必殺技使用時に、前作同様S.T.A.R.S.という言葉を聴くことができる。
ウスタナク*
声：長谷川芳明
『バイオハザード6』のボスキャラクター。本作の世界から7年後の世界で倒された近未来のB.O.W.。
他と異なり「個人」であり、金の鎖の力で復活して休眠状態だった彼を逢魔が目覚めさせ、B.O.W.を運用する協力組織のシャドルーへと異動した。主にネメシス-T型やザベルと組む。
B.O.W.*
ハンターα（声：帆世雄一）、タイラントT-002 / スーパータイラントT-002（声：近藤浩徳）、ウーズ / トライコーン / ピンサー（声：長谷川芳明）が登場する。
水のエフェクトが入る専用の演出で登場。これはウーズの系統が水棲型にあることに起因している。

#### デビルメイクライシリーズ
前作でデミトリとペアを組んでいたダンテは今回兄のバージルとペアを組む。
ダンテ
声：森川智之
キャッチコピー：伝説の魔剣士の血を引くデビルハンター
本作では『デビルメイクライ』第1作のストーリーを踏襲しており、仕事でマレット島に訪れている。地下水路の鍵を探している途中に鏡の部屋に入りネロ・アンジェロに遭遇する。ネロ・アンジェロが外に飛び出したの追って外に出たときに零児たちと再会および新規メンバーと出会う。そこに逢魔とアンノウンが現れ、魔界で死んだはずのバージルまで登場する。諸々の説明を皆から聞きバージルとの話し合いの末、一緒にパーティーを組み戦うことになる。
専用テーマは「ULTRA VIOLET（ネロ アンジェロ戦）」（通常時・複数技発動時）と「バージル戦闘3」（通常時・必殺技発動時）。
バージル☆
声：平田広明
キャッチコピー：力を求め、力を信じる双子の兄
本作では『デビルメイクライ3』のストーリー終了直後を踏襲しており、ダンテとは魔界で別れたままの姿をしている。途中経過は不明だが、「FETUS OF GOD（神の胎児）」を通じて鏡の部屋からダンテとは違う時間軸からやってきている。ダンテと共闘した後は、他のものを「元の時代に戻るために利用するだけだ」とし、以降同行する。
スパーダの力を欲しており戦闘前の掛け合いでは、アティに「召喚師？悪魔も呼び出せるのか？」と食いつき、戦闘後の掛け合いでは降霊術が使える真宵に「死者を霊媒で呼び寄せる？魔剣士スパーダもか？」と食いついていた。兄弟仲について戦闘前の掛け合いで平八に「兄弟で仲が悪い？肉親なんてそんなもんじゃ」と言われた際、ダンテが「三島一家ほどこじれちゃいない」と返答しそのことを肯定しつつも「馴れ合うつもりはない」と発言している。また戦闘前の掛け合いではアクセルの「俺の仲間にも仲のいい兄弟がいる、いいもんだよなー」という発言に対し「兄貴がクソッタレでなけれな」「愚かな弟でなければな」と互いにいがみ合っていた。さらには戦闘前の掛け合いで「兄弟愛を題材とした絵本」について言及したエステルに対し「もう一度言ってみろ」と恫喝していた。
演者の平田は前作では『ゴッドイーター』の雨宮リンドウを演じており、アリサと組ませるとアリサに「とにかく生き延びろくらい言ってください」と言われるネタがある。
専用テーマは「ULTRA VIOLET（ネロ アンジェロ戦）」（通常時・複数技発動時）と「バージル戦闘3」（通常時・必殺技発動時）。
ネロ・アンジェロ*☆
声：平田広明
『デビルメイクライ』のボスキャラクター。マレット島の鏡の中から現れた謎の魔剣士。ダンテ、バージルと非常によく似た「気」を放ち、ダンテとバージルはスパーダの血縁者の可能性を疑っている。
悪魔（デビル）*
魔界に住む悪魔たち。シン シザース、ヘル=プライド（声：中澤まさとも）、ヘル=レイス（声：中西尚也）、ブラッディマリー、マリオネット（紫、緑）が登場する。

#### ロックマンXシリーズ
前作同様エックスとゼロでペアを組む。
前作で日本国外のユーザーから登場する時期が遅いという意見が多かったため、早めに登場するようになった。
エックス
声：櫻井孝宏
キャッチコピー：悩み、成長するレプリロイドの可能性
第17精鋭部隊の隊長。サイバースペースの異常なデータの増大を調べるためサイバースペースにダイブした所で零児たちと合流する。前作同様、かなり生真面目であり戦うことに迷い、悩む描写も少なくない。しかし持ち前の正義感と精神力で辛い戦いも克服して行く。武器は原作シリーズの基本アクションや、歴代のボスキャラクターから取った特殊武器を使う。
専用テーマは「OPENING STAGE」（通常時・必殺技発動時）と「OPENING STAGE ZERO」（通常時・複数技発動時）。
ゼロ
声：置鮎龍太郎
キャッチコピー：宿命を背負ったイレギュラーハンター
第0特殊部隊の隊長。基本的に常識人だが、エックス共々「針山は危険だ」「なんて恐ろしい場所だ…」と針山の仕掛けをやたら警戒するシーンがある（原作では即死トラップであることに起因する）。
専用テーマは「OPENING STAGE」（通常時・必殺技発動時）と「OPENING STAGE ZERO」（通常時・複数技発動時）。
シグマ*☆
声：麦人
Xシリーズの最終ボスで、元イレギュラーハンター第17精鋭部隊隊長である最強のイレギュラー。本作ではVAVAとAIDAの力により復活を果たす。『ロックマンX4』での姿で登場し、ビームシザース（鎌）を武器としている。
VAVA MK-II（ヴァヴァマークツー）*
声：下崎紘史
元々イレギュラーハンター第17精鋭部隊所属で残忍さを持つレプリロイド。本作ではエックスに恨みを持つ復讐の鬼と化している。前作での荒っぽい言動は大部分鳴りを潜めたが、代わりに静けさのある狂気じみた発言が多くなっている。また同じ復讐心のあるザギには同じ鬼があるとして意気投合していた。一部のステージでライドアーマーのブラウンベアにも搭乗する。エックスや他のキャラクターたちはMK-IIを省き、「VAVA（ヴァヴァ）」と呼んでいる。
上記の名前の通り、本作では『ロックマンX3』での姿で登場している。
イレギュラー*
電子頭脳に異常をきたした結果、周囲に危害を加えるようになったレプリロイド。イレギュラーハンターの破壊対象とされる。VAVA MK-IIとシグマもイレギュラーに分類される。
雑魚としてはメットールC-15、メットールD2、ガンボルト、ライドアーマー（赤、緑）が登場する。
登場演出に『ロックマン』シリーズの転送エフェクトが入る。
ミルトラエル#☆
サイバースペースの防衛機構。地形として扱われ、隣接するとダメージを受ける。

#### ストリートファイターシリーズ
リュウとケンは前作と同様ペアを組むが、春麗は前述通り今回はシャオユウとペアを組む。
リュウ
声：高橋広樹
キャッチコピー：歩むは、真の格闘家への道
「真の格闘家」を目指し修行を続ける青年。朴訥とした性格だが何事も修行をして捉え、過酷な道行も「修行と思えばいけるか」と発言し度々ツッコまれる。
イベントシーンで大ジャンプを行う際には何かと竜巻旋風脚で片をつけようとし、自身も実際に使用するばかりか他人にも「竜巻旋風脚を使えば安全」と薦める奇矯な言動をする。そのため、真宵からは「竜巻旋風脚の人」と呼ばれている。
専用テーマは「Theme of RYU-SFIV Arrange-」（通常時）、「Volcanic Rim Stage-Street Fighter IV-」（通常時・必殺技発動時）、「恋しさと せつなさと 心強さと」（複数技発動時）。
ケン・マスターズ
声：岸祐二
キャッチコピー：纏うは、熱き紅蓮の炎
ニューヨークで開かれた格闘大会でケンは選手として参加し、リュウはケンに招待されており客として観戦していたところ、金の鎖が出現し、リュウは警察・アクセル（ブレイク）の避難誘導で移動中ケンと邂逅しそのまま二人でアクセルに付いていき転移してしまう。その後過去に出会った者たちと再会しことの次第を聞き、自分たちを誘導したのが偽のアクセルだと知り、直後にベガに話しかけられたことでベガの存在に気付き、一連の流れから皆と共闘する。
『NAMCO x CAPCOM』で起きた渋谷の次元融合事件について自分たちより過去の時代で共闘した人物として御剣平四郎やタキを挙げ、それを聞いたナツが奮起している。
なおケンは一部のステージでベガに操られて敵として登場する。
アクセルとの掛け合いでは『NAMCO x CAPCOM』で共闘した『ファイナルファイト』のマイク・ハガーを「紹介しようか？」と持ちかけている。
専用テーマは「Theme of RYU-SFIV Arrange-」（通常時）、「Volcanic Rim Stage-Street Fighter IV-」（通常時・必殺技発動時）、「恋しさと せつなさと 心強さと」（複数技発動時）。
春麗（チュンリー）
声：折笠富美子
キャッチコピー：正義と使命に燃えるICPOの刑事
専用テーマは「Volcanic Rim Stage-Street Fighter IV-」（通常時・複数技発動時）。
今作ではシャオユウとペアユニットを組む。
イングリッド☆
声：城雅子
キャッチコピー：“紋章”の力を秘めた少女
ミステリアスな雰囲気を漂わせる謎の美少女。『ストリートファイターZERO3↑↑』名義の参戦となっているが、開発中止となった『カプコンファイティングオールスターズ』や正式初登場作品の『CAPCOM FIGHTING Jam』の要素も取り入られている。
復活したベガに紋章を奪われたため、それを取り返すために零児たちに同行する。別世界の事情や人物のことを知っており、モリガンからも「謎めいている」と言われるほど。
小牟からキャラが被っていると指摘されるが「ワシの方が一年早い」と返している。しかし零児との掛け合いでは「キャラが被っている」と言われている。
専用テーマは「Seek no escape」。
ベガ*
声：若本規夫
キャッチコピー：悪逆非道なシャドルーの総帥
『NAMCO x CAPCOM』以来の参戦。『ストリートファイターII』の最終ボスで、秘密結社シャドルーの総帥。ウィルス兵器「t-Abyss」と新型「タナトス」を手中に収めた、本作におけるバイオテロ事件の首謀者。サイコパワーを操り、ケンやエステルを洗脳する。エステルをベガ親衛隊に加えようと企み、小牟からは「モリガンばりのハイレグがユニフォームの若い娘ばかりを集めた戦闘集団」と突っ込まれており、以後はベガの洗脳を「ハイレグにされる」という意味で捉えられている。
ハン・ジュリ*
声：喜多村英梨
今回は全編を通して敵として登場する。ベガについているが、ベガの態度を見て「セスの方がマシ」と評している。

#### 逆転裁判シリーズ
成歩堂と真宵は2人で行動するが、ゲーム上はソロユニットとして扱われる。また御剣はイベント専用キャラクター。本作のベースは『逆転裁判2』の直後となっている。
任天堂ハードの縁が深かったため前作に参戦する予定だったが、『レイトン教授VS逆転裁判』の製作中だったため見送りとなった。
成歩堂龍一（なるほどう りゅういち）☆
声：近藤孝行
キャッチコピー：逆転の発想で戦う、若き弁護士
成歩堂法律事務所を営む弁護士で、数々の裁判で逆転劇を起こしてきた凄腕。作中では東城会絡みの裁判で真島を弁護したこともある。細菌兵器「タナトス」を日本に持ち込んだ容疑をかけられた平八の弁護を担当することになるが、待ち合わせ場所の神室町でゾンビ騒動に巻き込まれる。平八や桐生たちの助けを得て避難するも魔界に通じる「呪いのマンホール」に逃げ込んでしまい、モリガンの城に迷い込む。さらにタナトスを撒いた張本人であるベガの依頼を受けたバレッタに命を狙われてしまうこととなり、民間人保護兼平八の無実を証明する証拠集めという形で零児たち一行に加わる。モリガンの魔力が真宵の勾玉に吹き込まれ、「『異議あり！』で敵を倒せますように」という真宵の願いに応えて戦えるようにはなったが、基本的に一般人であるため真宵とともにソロユニットとして参加。人間離れしたメンバーが多い中、完全な一般人視線でツッコミを入れることが多い。しかし職業柄論理的思考力に長け、状況や敵の発した台詞を分析し、意外な事実を明らかにする活躍を見せる。
掛け合いではケンに「顧問弁護士にならないか」と誘われた際に、「アメリカだとあの検事（狩魔冥）と争う羽目に」とぼやいている。
技は『逆転裁判2』のサイコロックと『ULTIMATE MARVEL VS. CAPCOM 3』で使われたファイル吹雪、「ゆさぶる」の声と「突きつける」の声を備えている。
専用テーマは「追及〜追いつめられて/バリエーション」。
綾里真宵（あやさと まよい）☆
声：花村怜美
キャッチコピー：まだまだ修行中！天真爛漫な霊媒師
成歩堂の助手を勤める霊媒師の少女。成歩堂とともに神室町のゾンビ騒動に巻き込まれて魔界に迷い込み、モリガンに保護される。モリガンの魔力が勾玉に吹き込まれた際に「トノサマンやヒメサマンみたいに強くなれますように」と願いを込めたことで、ソロアタック「異議あり!」ではトノサマンとヒメサマンを呼び出して戦えるようになった。零児たち一向との同行を渋る成歩堂に平八の無実の証拠集めを提案して同行を促すなど、異常な状況下に困惑しつつ、成歩堂以上の適応力を見せている。
専用テーマは「追及〜追いつめられて/バリエーション」。
御剣怜侍（みつるぎ れいじ）#☆
声：竹本英史
キャッチコピー：成歩堂のライバル検事
成歩堂の親友でありライバルである検事。竜宮城で起きた黄金の種消失事件の裁判で容疑がかかった零児たちの弁護を担当した成歩堂の「検事がいないのに裁判なんてできない」という声に応えた乙姫の命を受けたたろすけにより、わけもわからぬまま竜宮城に連れてこられた。どのような状況でも真実を明らかにすることを旨としている。

#### ストライダー飛竜シリーズ
『NAMCO x CAPCOM』以来の参戦で、本作では秀真とペアを組む。ストーリーベースは『ストライダー飛竜2』になっている。
2014年に『ストライダー飛竜』がリブートされたことと、本作で忍者括りでチームを作りたかったという理由で未来の忍者として飛竜の参戦が決定した。
飛竜（ひりゅう）
声：鳥海浩輔
キャッチコピー：“冥王”を斬った特A級ストライダー
忍者を前身とした未来の諜報組織ストライダーズに属し、その中でも最上位の特A級ストライダー。プラズマエネルギーを帯びた光剣サイファーと虎や鳥を模したロボットを操る。『NAMCO x CAPCOM』で冥王グランドマスターを討ち、その残党を狩る任務中にゆらぎに巻き込まれ現代の渋谷に転移し秀真らと共闘。元の時代に戻ろうと再度転移するが、パイロンの操る喚起の門の力ではぐれ者たちの島に転移され、零児たちと再会。以後も共闘する。任務を第一に考える冷徹な性格で敵に対して容赦がなく、東風とのやり取りでは「どっちが悪役なんだ」とツッコまれている。また、秀真共々口数が少ないため、戦闘前後（特にソロユニットと）の掛け合いでは最低限の言葉しか喋らないことが多い。『NAMCO x CAPCOM』で共闘した人物で夢想抜刀流の使い手にはタキの他にわや姫がいるがナツの言動から彼女の探す人物がタキの方だと確信していた。
自身の巻いているマフラーには未練がなく、ワルキューレとの戦闘前の掛け合いに触れられた際「欲しいならくれてやる」と発言している。
飛竜の演者である鳥海はユーリ・ローウェルも担当しており、エステルとの掛け合いにおいてはユーリの称号である「罪を制する者」を言われるネタがある。
専用テーマは「防衛圏(1 Stage Demo)〜踏み込め！(1 Stage BGM)」（通常時・必殺技発動時）。
ソロ*
声：帆世雄一
『ストライダー飛竜』『ストライダー飛竜2』のボスキャラクター。かつてグランドマスターに雇われていた賞金稼ぎ。東風と共にグランドマスター復活のために暗躍しており、同時に飛竜の抹殺も任務として請け負っている。感情を制御されており、一つ一つの発言はどれも機械的で感情を伴わない。
東風（トンプウ）*
声：中尾衣里
『ストライダー飛竜』『ストライダー飛竜2』のボスキャラクターで、グランドマスターの残党の一人。グランドマスターに心酔しており、イレギュラーや犯罪超人の残党など様々な戦力を揃えてグランドマスター復活のために暗躍している。プラズマエネルギーを帯びた強力な蹴りが武器。
三姉妹の次女で、姉の北風（ペイフウ）、妹の西風（シャーフウ）は複数技の時だけ登場する。

#### ヴァンパイアシリーズ
今回はデミトリとモリガンでペアを組み、フェリシアはソロユニットとして登場。
原作でのデミトリとモリガンは相容れぬ存在だったが、シリーズを重ねていくうちにデミトリも精神的に成長していき、モリガンもだんだんとデミトリを馬鹿にした態度を取らないようになっていっており、本作ではそういった少し落ち着いた状態の2人を再現している。
デミトリ=マキシモフ
声：檜山修之
キャッチコピー：魔界の覇権を狙うヴァンパイア
ヴァンパイア一族マキシモフ家の当主で、プライドに見合うだけの高い魔力を兼ね備えた実力者。
魔王アーンスランド亡き後の魔界の王の座を確定すべく、アーンスランド家の家督を継いだモリガンに戦いを挑もうとしたところ、地上での騒ぎから逃れてきた成歩堂たちが迷い込んできたのをきっかけに戦いに巻き込まれていく。
専用テーマは「FEAST OF THE DAMNED」（通常時・必殺技発動時）と「DESERTED CHATEAU」（通常時・複数技発動時）。
モリガン=アーンスランド
声：田中理恵
キャッチコピー：魔王の座を継いだ妖艶なサキュバス
魔界の座を狙うデミトリに城に潜入され一方的に戦いを挑まれるが、会話のやり取りをしている最中に成歩堂と真宵が迷い込み、さらに外の騒ぎが気になり二人で外に飛び出したところで零児たちと再会し、事情を聞いてデミトリと共に組んで共闘する。
また、命を狙われ成り行きで同行する羽目になった成歩堂たちのため、真宵の勾玉に魔力を吹き込み戦う力を与えた。
『NAMCO x CAPCOM』で発生した渋谷の次元融合事件については魔界や天界を含む様々な世界も巻き込んだ大規模なもので面白かったと発言している。
モリガンによれば、リリスやレイレイもエンディング時のデミトリ主催のパーティーには顔を出すとのこと。
デミトリは原作『ヴァンパイア』においてシリーズを重ねていくうちに精神的成長を遂げたことを再現し、本作では落ち着いた状態となっており、相容れない存在だったモリガンともペアを組んでいる。
専用テーマは「FEAST OF THE DAMNED」（通常時・必殺技発動時）と「DESERTED CHATEAU」（通常時・複数技発動時）。
フェリシア
声：阿澄佳奈
キャッチコピー：キャットウーマンにしてミュージカルスター
『NAMCO x CAPCOM』以来の参戦。魔界から人間界に流入した魔界生物の一種、キャットウーマン族の少女。
本作ではミュージカル公演のため現代のパリに来ていた際、巴里での敵との交戦中に敵に操られた召喚獣をアティが逆召喚で送り還そうとした時に誤って召喚されてしまい、戦いに巻き込まれていく。
春麗＆シャオユウとの戦闘前の掛け合いでは、『NAMCO x CAPCOM』で組んでいたキングを獣人扱いしており「あれはマスクでしょ？」と春麗に突っ込まれている。
『ポケットファイター』の設定がいくつか取り入れられており、ソロアタック「クレイジーフォーユー」では『ヴァンパイア』シリーズでの必殺技の他に「ヒステリックスター」や「クレイジーフォーユー」を使用している。同作のストーリーモードにおいてケンに騙されて「ドラゴンvs猫又」というアクション映画に出演する羽目になったことについて、リュウ＆ケンとの戦闘後の掛け合いで「次はもっとまともな映画を紹介してよね!」と怒っている。
また、演者である阿澄は『ゴッドイーター2』にてエリナ=デア・フォーゲルヴァイデを演じているため、シエル＆ナナとの掛け合いでは「猫扱いしないでよ！あたしだって華麗に戦えるんだから！」とフェリシアがエリナの口調で話すネタがある。
専用テーマは「FELICIA Stage(U.S.A)」。
ザベル=ザロック*
声：うえだゆうじ
前作での戦いでジェダのいた「FETUS OF GOD（神の胎児）」で誤って自爆しそのまま身動きが取れなくなってしまって以来そのまま身動きが取れないまま肉の中に塗れ魔界と同化しかけていた。その際金の鎖を回収しに来ていた逢魔の動向を盗み聞きしており、それを利用して運よく来た零児たちを唆し自身を救出させ、逢魔の情報を漏らす。また救出された後、その場に現れたパイロンに助けを求めお互いを利用し合うという形で協定を少しの間結ぶ。『NAMCO x CAPCOM』および前作『PROJECT X ZONE』で追い回すように共演していたレイレイは今回は未参戦であり、クロスペディアではそのことを嘆いていた。
前作に引き続いて他作品のゾンビキャラクターを取り込むか一時的につるんでいる。
パイロン*☆
声：檜山修之
キャッチコピー：美しき星を求める究極の生命体
『ヴァンパイア』『ヴァンパイアハンター』『ヴァンパイアハンター2』の最終ボス。銀河の果ての惑星ヘルストームで生まれた不定形のエネルギー生命体で、かつて地球を我が物にするため来訪しダークストーカーたちを呼び寄せて地球をかけた戦いを繰り広げた末に敗れた。はぐれ者たちの島で復活を果たし、逢魔が目論む混沌の新世界を手にするべく暗躍を企む。
バレッタ*☆
声：松下美由紀
キャッチコピー：極悪ラブリンハンター
『ヴァンパイアセイヴァー』から登場した特S級の実力を持つ凄腕のダークハンター。「もうそんな時代じゃない」という理由で殺し屋に転職しており、成歩堂の始末を目論むシャドルーに金で雇われて立ちはだかる。シャドルーとの契約期間が終了した後は姿を晦ますも、ザベルと短期契約を結び再登場する。しかし敗れた後はワリが合わないとして早々に立ち去っていた。その後は結局シャドルーの方が良いとして再契約を結びシャドルーに落ち着く。
原作で見せつけていた赤ずきんらしいかわいらしさに潜めた凶悪な本性は本作でも健在。
攻撃手段で『NAMCO x CAPCOM』で名無しの超戦士たちが使用していた『サイドアーム』を呼び出したりする。
キュービィ*
声：松下美由紀
ジェダ＝ドーマの領内に生息していた魔界蟲。

#### キャプテンコマンドー
『NAMCO x CAPCOM』以来の参戦。
キャプテンコマンドー
声：置鮎龍太郎
キャッチコピー：正義を貫く、コマンドーチームのリーダー
宇宙全体の犯罪を取り締まるコマンドーチームのリーダー。今作ではソロユニットとしての登場。未来世界にも出現した金の鎖を追う内にサイバースペースで零児たちと再会、以後も共闘する。ジェネティーやフーバー、翔は他の場所を調査しているため未参戦だが、組織犯罪に対応するためメンバーを増員させており、ソロアタック「キャプテンストーム」では他作品のカプコンキャラクターである『エグゼドエグゼス』のカーネル号とサージェント号、『アレスの翼』のミシェルハート、『バトルサーキット』のサイバーブルーを呼び出して戦う。戦闘前の掛け合いでは他のキャラクターにもコマンドーチームへのスカウトをしており、『NAMCO x CAPCOM』で翔と組んでいた『ファイナルファイト』のガイも正式にコマンドーチームに入っているらしい。
仁＆一八の戦闘後の掛け合いではリー・チャオランの口癖「エクセレント」と述べ2人に嫌がれていた（演者の置鮎は鉄拳シリーズではリーを演じている）。また、置鮎は本作でゼロも担当しているため、エックス＆ゼロと組ませると戦闘終了後にゼロと互いを褒め合い、エックスから「自画自賛……なんだろうか、これって」とボヤかれる。
『NAMCO x CAPCOM』で発生した渋谷の次元融合事件については、未来から関わったメンバーとして自身のコマンドーチームや同作でも共闘した飛竜の所属するストライダーズの他、トビ・マスヨや天現寺ひろみが所属する「U.G.S.F」（銀河連邦宇宙軍）についても言及している。
他の人物を呼ぶときにフルネームで呼ぶことが多い。
専用テーマは「STAGE 1（City）」。
シュトゥルムJr.*
声：長谷川芳明
シュトゥルム*
声：近藤浩徳
ドラック*
声：名村幸太朗
『キャプテンコマンドー』のボスキャラクターの3人。犯罪超人シュトゥルム一家の3人。ジェノサイドの復活を目論んでおり、ジェノサイドを滅ぼしたキャプテンコマンドーを憎んでいる。
『NAMCO x CAPCOM』で参戦した時はシュトゥルムとドラックの色が逆になっていたが、本作では2人の色が原作同様のカラーになった。
犯罪超人の雑魚敵*☆
ウーキー / エディ（声：中西尚也）、キャロル / ブレンダ（声：清都ありさ）、Z（ズィー）（声：帆世雄一）が登場。
いずれもシュトゥルム一家と同じくジェノサイドの残党である。

#### スターグラディエイター
本作ではプラズマ武器を使う『ストライダー飛竜』、SF系の組織を持つ『キャプテンコマンドー』、ジューンと同じチャイナ美人である春麗やシャオユウ、パイが登場しており、親和性が高いために参戦が決定した。本作は『スターグラディエイター2』をベースにしている。
ジューン・リン・ミリアム☆
声：田村ゆかり
キャッチコピー：プラズマパワーで戦うスターグラディエイター隊
サイバースペースに現れた犯罪超人をハヤトと追っている途中にハヤトがAIDAに感染し、別の場所に転移したハヤトを追いかけ、ハヤトを正気に戻すべく以降零児たちと共闘する。
KOS-MOSやストライダーズ、コマンドーチーム、イレギュラーハンターとは顔見知りになっている。
演者の田村は前作では主人公の1人黄龍寺美依を演じており、零児と小牟のペアと組ませるとバトル開始時に零児に「新体操？チアガールじゃないのか？」と言われることがあり、「チアガールは違う人でしょ？ 私は新体操、ってね！」と美依の口調で返すネタがある。
専用テーマは「AGAINST THE ABSOLUTE-STAGE 7-」。
ブラック・ハヤト*☆
声：森川智之
キャッチコピー：悪の因子に侵されたスターグラディエイター
本作ではジューンとサイバースペースに現れた犯罪超人を追っている途中でAIDAに感染し、目覚めた人格ということになっている。中盤ではベガのサイコパワーで操られ手駒になったりしていた。時々ハヤトの人格を垣間見られ、本人はジューンに自身を殺してもらうことを懇願していた。戦いの末AIDAが完全に除去され気絶し、シルフィーの助力のもとスターグラディエイター隊のもとに治療のため搬送および転移されて行った。
ベクター*☆
スターグラディエイターに滅ぼされた第四帝国が使用していたロボット兵器。本作では東風が従える兵器として登場。

#### ロストワールド
『NAMCO x CAPCOM』以来の登場で、今回はショップ店員としての参加のみ。
シルフィー#
声：田中理恵
キャッチコピー：神出鬼没の武器商人
未来世界の武器商人。『NAMCO x CAPCOM』では天帝バイオスを追う名無しの超戦士たちのサポートのためお店ごと飛び回っていた際に零児一行と遭遇した縁で、プレイヤーキャラクターとして戦いに加勢した。
本作では「お客様は神様」をモットーに立ちまわっており、零児たちにアイテムや情報を提供する一方、お金さえもらえれば敵対勢力にも平然と武装や情報を提供するため零児たちのピンチを招くことが多く、かつての戦いでは見せなかった腹黒い表情や言動を度々垣間見せる。「あくどい」「がめつい」という誹りを受けているが、本人は全く気にしていない。
ある程度ストーリーを進めるとショップに法外な値段がつけられた「シルフィーの服」が並ぶ。
本作では「特定の顧客に肩入れはできない」という理由で終始NPCの立場に徹している。「自分の敵は商売の邪魔になるものと天帝バイオスくらい」と語る場面もある。

### セガ側のキャラクター

#### 龍が如く OF THE END
『龍が如く』が本作に参戦した理由は、前作の開発中に発表された『龍が如く OF THE END』を本作スタッフが注目したため。『龍が如く』シリーズのプロデューサーである横山昌義は原作本編に絡む客演は考えていなかったが、スピンオフである『OF THE END』なら問題は無いとして許可を出した。
必殺技ではナンバリング1作目のパッケージ絵を再現した演出が導入されている。
桐生一馬（きりゅう かずま）☆
声：黒田崇矢
キャッチコピー：「堂島の龍」と呼ばれた、伝説の男
元・東城会四代目会長にしてその腕っ節と仁義に生きる熱い性格から伝説となっている元ヤクザ。現在はカタギとして養護施設「アサガオ」を営む静かな日々を送っていたが、古巣である神室町のゾンビ騒動を聞きつけ駆けつける。今作では真島とペアユニットとして登場。同じく神室町に来ていた零児たちと出会い、神室町に細菌兵器タナトスを撒いた黒幕であるベガに落とし前をつけさせるために共闘。素手での格闘や日本刀、銃の改造職人「ガンスミス」から借りた対物狙撃銃をはじめとした銃火器で戦う。子供思いな性格上、家庭教師であるアティや孤児院を営むフェリシアとは好意的な掛け合いをするほか、あられもない格好をしているアリサとの掛け合いでは「遥もいつかはこうなるんだろうか…」と嘆いている。
専用テーマは「Funk Goes On」（通常時・必殺技発動時）と「桐生『戦いのテーマ』」（通常時・複数技発動時）。
真島吾朗（まじま ごろう）☆
声：宇垣秀成
キャッチコピー：誰にも読めない「嶋野の狂犬」
東城会直系団体、「真島組」組長。ケンカ好きで常にハイテンションだが仁義に厚い性格。神室町を守るためにゾンビ騒動に立ち向かい、桐生とともに零児たちと共闘する。素手での格闘やドスにチェーンソーといった刃物類、ショットガンや火炎放射器といった銃火器で戦う。歓楽街の住人らしく夜遊びが大好きでワルキューレやナツとの掛け合いでは彼女たちを「そういう設定のコンパニオン」と思い込んでいる節があり、時折そのことを桐生にツッコまれている（ただし、ナツに関しては桐生も同じ解釈をしていた）。成歩堂に対しては東城会を巡る裁判で無実の罪で起訴された際に自身の弁護を行い、無実を勝ち取った恩があり「センセ」と呼びかなり好意的に接する。うららとの掛け合いでは冴島大河の名前を挙げている。
専用テーマは「Funk Goes On」（通常時・必殺技発動時）と「桐生『戦いのテーマ』」（通常時・複数技発動時）。
タナトスの変異種*
実験体アラハバキ、変異種イワダルマ、変異種トライバル（声：名村幸太郎）、変異種ハエオトコが登場する。
本作では共演する『バイオハザードシリーズ』の新型B.O.W.に分類されるため、ウーズら同様に水のエフェクトで登場する。

#### バーチャファイターシリーズ
今回、晶は影丸とペアを組み、前作で晶の相方だったパイはソロユニットとして登場。なお、「愛がたりないぜ」はアニメ版の2代目オープニングテーマである。
結城 晶（ゆうき アキラ）
声：三木眞一郎
キャッチコピー：己の武道と向き合う、八極拳の達人
戦闘後の掛け合いでは『電撃文庫 FIGHTING CLIMAX』の勝利セリフである「20年早いんだよ！」と述べ、影丸からは「さらに10年、電撃的な修練を積んだか」と言われている。
専用テーマは「Ride The Tiger」（通常時・複数技発動時）と「愛がたりないぜ」（通常時・必殺技発動時）。
影丸（かげまる）☆
声：光吉猛修
キャッチコピー：現代に生きる、葉隠流の忍者
忍だが刃物などの武器を携帯していないため、戦闘前の掛け合いで緋花には「刀を持たない忍とはね」と驚かれており、晶には「手裏剣くらい使ったらどうだ？」と言われていたが、当の本人は「必要なし、刃ならば心に持っている」と返答している。その一方で、平八に「久しぶりに忍者らしい忍者を見た」と言われるほど忍者の中では正統派の部類に入る模様。
専用テーマは「Ride The Tiger」（通常時・複数技発動時）と「愛がたりないぜ」（通常時・必殺技発動時）。
パイ・チェン
声：高山みなみ
キャッチコピー：燕青拳で華麗に舞うアクション俳優
映画の撮影でマンハッタンまで来たが突然現れた金の鎖の出現によって撮影は中断し、避難途中に太正時代のマンハッタンに転移してしまい晶たちと再会する。そのことを説明した後、髑髏坊の仕掛けた魔招門を破壊し仲間に加わる。
掛け合いでは「クンフーは足りている？」と言ったり、映画に勧誘したりする。また、エックスとゼロとの掛け合いにおいては、「私も銃が使えたら、ハンターになれるのかしら？」と述べ、エックスが「いつか、そんなハンターと出会えるかもしれないね」と言われている（演者の高山はロックマンXシリーズでアクセルを演じている）。
専用テーマは「愛がたりないぜ」。
V-デュラル / V-デュラル（石像）*
作中で幾度も対峙することになるデュラルの量産型。影丸は全てのV-デュラルの基となった「本物のデュラル」を探している。
デュラル*
ジャッジメントシックスによって作られた、多数の強力な格闘家のデータが組み込まれた人間型兵器。本作ではその技術はシャドルーの物になっている。
ただの兵器ではなく、影丸の母親が素体となっている。

#### サクラ大戦シリーズ
前作の組み合わせから、さくらとエリカが入れ替わる形となっている。理由は「さくらと大神でペアが固定なんですか」という意見があったため、また前作で初めてサクラ大戦シリーズに触れたユーザーがいるためペアの入れ替わりが行われた。
本作の設定は『サクラ大戦3 〜巴里は燃えているか〜』がベースになっている。また、前作では大神とさくらのみ戦闘服姿になったが、今回はエリカとジェミニも戦闘服姿のカットインが存在する。
大神一郎（おおがみ いちろう）
声：陶山章央
キャッチコピー：帝国華撃団・総司令、いざ巴里へ
今回は黄金の鎖の調査のため巴里に出張することになったためエリカと行動を共にしている。前回同様、イベントシーンで他作品の女性キャラクターからの好感度を上げる一方、温泉イベントシーンで身体が勝手に動いてしまい一部女性キャラクターの好感度を下げてしまう。
専用テーマは「檄！帝国華撃団」（通常時）と「御旗のもとに」（通常時・必殺技発動時・複数技発動時）。
エリカ・フォンティーヌ
声：日髙のり子
キャッチコピー：巴里華撃団のマシンガンシスター
専用テーマは「檄！帝国華撃団」（通常時）と「御旗のもとに」（通常時・必殺技発動時・複数技発動時）。
真宮寺さくら（しんぐうじ さくら）
声：横山智佐
キャッチコピー：破邪の力を持つ、花組の剣士
今回は紐育に現れた黄金の鎖の調査のためジェミニと行動している。嫉妬深い一面があり、戦闘前の掛け合いではアティに「男性の浮気を報告する召喚獣はいますか？」と尋ね、さらには戦闘前の掛け合いでアリサに「その神機って人の下心だけを捕食できたりします？」と尋ねていた。
専用テーマは「檄！帝国華撃団」（通常時・必殺技発動時）と「地上の戦士」（通常時・複数技発動時）。
ジェミニ・サンライズ
声：小林沙苗
キャッチコピー：銃と剣を操る、星組のサムライ
基本的にボケ役だが、さくらの行動によってはツッコミ役に回る。戦闘前後の掛け合いでは、たまに姉であるジェミニンの人格をのぞかせることがある。
専用テーマは「檄！帝国華撃団」（通常時・必殺技発動時）と「地上の戦士」（通常時・複数技発動時）。
蘭丸（らんまる）*☆
声：浅井清己
キャッチコピー：主君の復活を目論む美少年
『サクラ大戦V 〜さらば愛しき人よ〜』のボスキャラクター。かつて紐育に現れた魔人。理由は不明だが、復活を果たす。亡き主君・織田信長を甦らせるため覇王の剣を求めている。前の戦いで自身に情けをかけたジェミニに恨みを持つ。
髑髏坊（どくろぼう）*☆
声：江川大輔
『サクラ大戦V』のボスキャラクターで、蘭丸の仲間の大男。かつての戦いで爆死したはずだが、復活を果たす。筋肉質な見た目に反して知略を立てるが、ダンテやナナに馬鹿にされていた。織田軍に欲しい逸材としてザベルのことを気に入っている。龍宮城に向かう際に一人置いていかれたようで、そのことを頑なに認めようとしなかった。黒いフェイスと共闘するときには「白いフェイス」と名乗っていた。基本的には生身で戦いを挑んで来るが、全体攻撃の時のみ自身の悪念将機「IWATOSHI（岩融）」を使用してくる。
ストーリー上、髑髏坊を本作に参戦させる必要があり、本作の原画担当者は彼の戦闘形態時の姿が色々細かすぎて再現しにくいと苦言を呈していたが、サクラ大戦シリーズのプロデューサーである寺田貴治は彼の参戦を聞いてとても喜んでいたという。
殺女（あやめ）*
声：折笠愛
『サクラ大戦』のボスキャラクター。前作で死亡したはずだが本作で復活を果たす。本人いわく次元の貫く力で世界につなぎとられているらしい。その思考は降魔の恨みによって動かされているが、時々本来のあやめの人格を垣間見せ大神に自身を殺して欲しいと願っている。またあやめの人格を見せた際、逢魔の情報を大神たちに与えた。
シゾー*
声：高木渉
『サクラ大戦3』のボスキャラクター。前作で死亡したはずだが本作で復活を果たす。しかし対立する登場キャラクターたちは今まで紐育の魔人や巴里の怪人の復活を見てきたため、シゾーの復活も既に予想されており、特に驚かれなかった。今回も生身では戦わず専用蒸気獣「プレリュード」に搭乗する。
降魔*
降魔 駒爪 / 酸弾 / 液射（声：近藤浩徳）、降魔兵器 万雷 / 閃光 / 烈風（声：近藤浩徳）が登場する。
ポーン*
ブランシェ、ブランシェジョルヌ、オランジュIIが登場する。
カラミテ*
アバランシュ、トールが登場する。

#### Shinobi
日本国外の評判や認知度が高く、忍者キャラクターを揃えるために『Shinobi』が外せなかったため選ばれた。
秀真（ほつま）☆
声：岸尾だいすけ
キャッチコピー：一族の宿命に生きる、若き当主
現代に生きる忍、朧一族の当主。今作では飛竜とペアユニットを組む。政府が運営する組織・Shinobi機関のエージェントで、同じく政府の特務機関エージェントである零児・小牟とは面識がある。影丸にデュラルの情報を与えるため渋谷で待ち合わせをしていたところ、"ゆらぎ"に巻き込まれた飛竜たちと出会う。その後現れた晶・影丸とともに飛竜を追ってきたソロを倒すために共闘。戦闘後は1人渋谷に留まるがパイロンによって飛竜・凪津と共にはぐれ者たちの島に召喚されてしまい同じく召喚されていた零児たちと共闘、以後も共に戦うことになる。秀真の持つ妖刀「悪食」は自身の命を縮める危険を孕むため度々手放すよう薦められるが本人は宿命と受け入れている。ペアを組む飛竜と同じく口数は少ないが戦闘後の掛け合いでは飛竜らを気遣う台詞も多い。
専用テーマは「忍」（通常時・複数技発動時）。

#### Kunoichi -忍-
緋花（ひばな）☆
声：田中敦子
キャッチコピー：「Shinobi機関」の“クノイチ”
忍務中ゆらぎの影響で零児たちの時代の渋谷に転移してしまうが、戦いの後、忍務に戻るため未来の世界に戻った。しかしその後、忍務中にゆらぎにより別の場所に転移し乗っていたステルス戦闘機が制御不能に陥り、空中戦艦バルログに不時着するも龍亀一號に激突し、ステルス戦闘機は大破してしまい、龍亀一號をどこかへ吹き飛してしまう。そこで渋谷で出会った者たちと再会し、自身の状況を説明し責任を負うような形で以後共闘することになる。
演者の田中は過去に春麗を演じており、春麗＆シャオユウとの戦闘後の掛け合いでは「キレのない技で何度攻めてきても無駄よ」と春麗の勝ちゼリフを喋り、シャオユウに「なーんだろー…似てるよーな似てないよーな…」と言われるネタがある。また、田中は『デビルメイクライシリーズ』にてトリッシュも演じているため、ダンテ＆バージルとの戦闘前の掛け合いではダンテに「どんな仕事も請け負う便利屋って…あんた？」と述べ、ダンテが「まあな、ヤバい仕事は大歓迎だ。分かるだろ？」と言うネタもある。
専用テーマは「Jade Water」。
黒鋼α（くろはがね アルファ）*☆
『Kunoichi-忍-』のボスキャラクター。中臣財閥が悪食回収のために製作した兵器。
瓦鬼頭（かわらきとう）*

中臣財閥の忍部隊*
強化忍・草 / 大筒（声：名村幸太郎）が登場する。登場時エフェクトは和風。

#### ベア・ナックル
本作では『ベア・ナックルIII』がベースになっている。
参戦した際、セガ3D復刻プロジェクトの『ベア・ナックルII』の配信のタイミングが合っていた。また、バンダイナムコの『ワルキューレの冒険』やカプコンの『キャプテンコマンドー』といったレトロタイトルと肩を並べる作品として相応しく、他の格闘系キャラクターやアクセルと同じ刑事の春麗との親和性も高いため選ばれた。日本国外からの支持率が高く、前作の候補リストにも載っていた。
アクセル・ストーン☆
声：杉田智和
キャッチコピー：うなる拳は、死闘への鎮魂歌
アクセルの声優が杉田になったのは、オリジナル版の楽曲を担当した古代祐三の推薦によるもの。
専用テーマは「Go Straight」。
ブレイク*☆
声：杉田智和
『ベア・ナックルIII』のボスキャラクター。シンジケートのミスターXが造り出したアクセルそっくりのアンドロイド。その容姿を利用され、ベガにリュウとケンを自らのもとへ誘い出す手引きとして使われていたりもした。原作では「ブレーキ」という名前だったが、本作では「ブレイク」になっている。
ミスターA-Z*
声：中西尚也

#### スペースチャンネル5シリーズ
うらら
声：Herself
キャッチコピー：宇宙放送局の歌って踊れるスペースリポーター
ソロアタック「みんなで勝負!」では他作品のセガキャラクターである『ファンタジーゾーン』のオパオパ、『アレックスキッドのミラクルワールド』のアレックスキッド、『獣王記』のウェアウルフを呼び出して戦う。
専用テーマは「mexican flyer(original)」。
声優名が「Herself」となっているのは、公式上「うらら自身」とされているため（公式上は担当声優は非公開である）。
シャドー*☆
声：速水奨
キャッチコピー：踊り団のクールな行動隊長
踊り団の行動隊長であり、踊りエネルギーを集めるために様々な世界に現れる。
本作ではその正体には触れられないものの、示唆するような発言をすることも。
ココ☆タピオカ*

モロ星人*
イエモロ（イエロー）、パーモロ（パープル）、ブルモロ（ブルー）が登場する。
前作と同様に友好条約が結ばれているが、「操られやすい体質」のせいで様々な勢力に利用される。
踊り団のロボット*
キン・コン・カン、ロボ（黒・歩行型/飛行型）、ロボ（銀・歩行型/飛行型）が登場する。

#### エンド オブ エタニティ
ゼファーは前作でリーンベルとペアを組んでいたが、今回はヴァシュロンとペアでリーンベルがソロユニットとして登場。またガリジャーノンがイベント専用キャラクターとして登場している。
ゼファー
声：下野紘
キャッチコピー：運命に抗う少年
遠未来世界はバーゼルにてPMF(Private Military Firms)・チームヴァシュロンに所属する少年。ヴァシュロンからは「デタラメな撃ち方」と呆れられる戦闘スタイルが持ち味。口調は荒いが協調性は高い。基本的にはヴァシュロンのツッコミ役だが、アティやアリサとの掛け合いでは便乗してくる。なお、素手で戦うことに関しては懐疑的な模様。専用テーマは「The beginning of eternity」（通常時・必殺技発動時）と「Irruption[B]」（通常時・複数技発動時）。
ヴァシュロン
声：成田剣
キャッチコピー：運命を受け入れた男
ゼファーとヴァシュロンはバーゼルに出現した新手のモンスターの討伐中に、リーンベル共々「The World」の世界に転移してしまう。そこでカイトや、アリサらと再会し共闘。一度は元の世界へ帰還するが、金の鎖の調査中にゆらぎに巻き込まれて認知外空間に迷い込み、そこで零児らと再会、以後彼らと同行する。
戦闘では確実性を重視するスタイルで、ゼファーからは「地味な攻撃」と揶揄されるがその実力も高い。しかしギャグやセクハラめいた発言は健在であり女性陣からの評価は概ね低い。度が過ぎてアリサに辛辣な態度をとられることもあり、あるイベントでは彼女の策によって酷い目に遭わされる。
専用テーマは「The beginning of eternity」（通常時・必殺技発動時）と「Irruption[B]」（通常時・複数技発動時）。
リーンベル
声：遠藤綾
キャッチコピー：運命を克服する女
チーム・ヴァシュロンの新米。本作ではソロユニットとして参戦。穏やかで前向きな性格で戦闘前にはメイクを直して気持ちを強くするクセがある。新米ながら運動能力は他二人にも劣らず高く、ソロを組んだユニットからは度々賞賛される。晶と影丸からその鍛錬法に興味を示されるが本人曰く「普通にできる」らしい。向上心も高く、瞬間移動やホバリングといった、およそ人間には習得不可能な技も「練習してみる」と前向きに捉える。前作で共闘していたアリサが3年で大きく成長していることに驚いている。デミトリ＆モリガンとの掛け合いではモリガンに「枯れた土地を豊かにする方法」を聞いたりしている（モリガンいわく「コラーゲンと牛乳」）。
専用テーマは「The beginning of eternity」。
ガリジャーノン#☆
声：若本規夫
キャッチコピー：美を追求するカーディナル
バーゼルのモンスター*
お宝カイコ / ゴールデンミミック（声：長澤まさとも）、ブラッドル・チェーンソー / フレイムスロウ、フルブラッドル、ドールデカイコ / バズデカイコ / シグナルデカイコ（声：帆世雄一）、マッドサッカー / カラフルタールマン、イエティ / ヒートイエティ / マッドイエティが登場する。

#### せがた三四郎
せがた三四郎☆
声：藤岡弘、
キャッチコピー：遊びの道に魂を込めた男
遊びの道を極めた男。決め台詞は「セガサターン、シロ！」。今作ではソロユニットとして登場。山ごもりの最中に次元転移に巻き込まれ、テルカ・リュミレースに転移されてしまう。そこで出会ったユーリの「遊びじゃない」という言葉に憤り戦闘を仕掛けるが、自分たちの使命に「命がけで」取り組んでいるというフレンの言葉に感動し和解。その後同じくテルカ・リュミレースに来ていた零児たちとともにエステル救出に協力し、以降も共に戦うこととなった。基本的には零児たちと同じ世界の住人で、小牟いわく「知る人ぞ知る漢（おとこ）」だが、セガからの参戦メンバーとは時代・世界を問わず全員と面識があり、それぞれから一目置かれている。特にさくらとは人目をはばからず追いかけっこをしてしまうほど仲がいい。
セガのキャラクターに限らず本作のほぼ全ての出典に関する知識があり、クロムとルキナのペアと組ませると「男は黙って、クラシックモード！」と言ったり、ユーリとフレンのペアと組ませると「そう…それは正義を貫き通す、RPG」と、『テイルズ オブ ヴェスペリア』のキャッチコピーを口に出したりしている。また、クリスとジルのペアと組ませると「ゾンビには気を付けろ!あいつは人間じゃねぇ!」と口に出し、それに対してジルに「あなたにも苦手な物があったのね」と言われ、さらにはヴァンパイアであるデミトリとサキュバスであるモリガンのペアと組ませると「こいつらは人間じゃねぇ!」と口に出したりしている。
キャラクターの立ち絵とカットインを担当した春山和則は、初期製作時は藤岡本人を参考にして描いたが、無意識に藤岡が演じた特撮ヒーローの主人公の顔になってしまったことがあると語っている。
専用テーマは「セガサターン、シロ！」。

#### シェンムー
芭月涼（はづき りょう）☆
声：松風雅也
キャッチコピー：父の仇を追う柔術家。
柔術道場芭月武館の師範・芭月巌の息子。本作ではソロユニットとして登場。殺された父の仇を追うために香港へ向かう直前、手がかりとなる「鳳凰鏡」をシャドルーに奪われ取り戻すために零児たちと共闘する。本作では本編とは違い現代の高校生だが、一昔前のアーケードゲームを愛するという人柄は踏襲されている。まだ高校生だがポテンシャルは高く、悪魔の力やロボットの能力も学ぼうとする向学心の持ち主。同じくシャドルーに紋章を奪われたイングリッドとは度々掛け合いがある。
専用テーマは「シェンムー 〜莎木〜 Original Version」。

### 任天堂側のキャラクター

#### ファイアーエムブレム 覚醒
クロムとルキナがペアを組み、チキはイベント専用キャラクターとして登場。
技はバトルシーンとムービーシーンで使われた技の融合を目指し、オリジナルの創作技の投入はしていない。
クロム ☆
声：杉田智和
キャッチコピー：ファルシオンを受け継いだ英雄王の末裔
専用テーマは「天命〜炎」（通常時・必殺技発動時）と「遠征〜炎」（通常時・複数技発動時）。
ルキナ ☆
声：小林ゆう
キャッチコピー：もう一つのファルシオンを振るう未来からの剣士
クロムとルキナは最初から共に行動しており、カムーズが盗んだ「炎の台座」を取り戻すべく、それを追って神竜の大地までたどり着く。そこでチキや他の者たちと出会い一連の会話のやりとりの後「炎の台座」を取り戻すために共闘する。戦いの後台座を取り戻し、皆と別れる。しばらくして、時空の門を閉じるため、その原因を引き起こしたカムーズを討つべく追いかけて転移し、ワルキューレと再会し零児たちと出会う。ルキナが閉じ込められた皆を助け出した後、再びカムーズと戦うべく皆と共闘していくことになる。
クロムの演者である杉田はアクセル・ストーンも担当しており、戦闘後掛け合いにおいてはルキナがクロムとアクセルから逆の言葉を投げかけられ、困惑している。
また、フェリシアの演者である阿澄は『ファイアーエムブレム 覚醒』にてクロムの妹であるリズを演じていることから、戦闘前掛け合いでクロムを「お兄ちゃん」と呼んでいる。
専用テーマは「天命〜炎」（通常時・必殺技発動時）と「遠征〜炎」（通常時・複数技発動時）。
チキ#☆
声：大谷育江
キャッチコピー：長き時を生きる神竜の巫女
屍兵*
戦士、賢者、アーチャー（声：近藤浩徳）、ジンビ、マミー（声：名村幸太郎）が登場する。

#### ゼノブレイド
フィオルン☆
声：中尾衣里
キャッチコピー：機械化された心優しきホムスの少女
異次元に存在する「巨神界」で暮らしていた少女。対立勢力「機神界」の手によって体の大半を機械化されている。その体躯には機神界の神・メイナスの魂を宿している。
専用テーマは「名を冠する者たち」（通常時・複数技発動時）。
黒いフェイス*☆
声：若本規夫
キャッチコピー：英雄への復讐に燃える機神兵
『ゼノブレイド』のボスキャラクターで、狡猾なホムスの戦士、ムムカが搭乗する機神兵。原作ではすでに倒されていたが復活しており、生前憎んでいたホムスの英雄ダンバンやその妹、フィオルンに復讐を誓う。
T-elosを機神界人（マシーナ）と勘違いしているが、お互い意気投合している。
機神兵*☆
機神界に生息する機械生命体。『ゴッドイーター2』の神機兵と名前が紛らわしく、ナナに突っ込まれている。
もっとも一般的なフォルムの六三式人食改型、八三式捕食型、防壁型機神兵、八七式PROTOと、ハンドチェーンソーを武器に持つ八二式白兵大型改、八五式流星筒型と、宙に浮いている強襲式機神兵・改、強襲式索敵型と、上記の黒いフェイスと同じく特別な機神兵である量産型フェイスが登場する。
????????*☆
クリア後の要素である「チャレンジステージ」のチャレンジ01「太古の機神兵」にて登場する正体不明の謎の機神兵。姿は八七式PROTOと全く同じだが一回りも二回りも大きく、単体で9マスを占めている。
落ちた腕の海岸でたった一体で佇んでいるが、夜明けの3ターンまでに倒さなければならず、本体の強力さも相まってかなりの強敵である。原作においても、終盤の落ちた腕の海岸にレベル105の「太古のデイダラ」という似たような強力なユニークモンスターが存在している。

## 関連用語
森羅（しんら）
超常現象や魑魅魍魎といった悪しき異形の存在が巻き起こす怪異に対応するために設立された日本の特務機関。
初出は『NAMCO x CAPCOM』だが、これまで零児・小牟以外のメンバーが登場しなかったため、度々「他に人がいないのか」とツッコまれていた。装備課や諜報部、警備部といった部署があり、前作の主人公である天斎小吾郎は諜報部へ所属、黄龍寺美依は新米エージェントとして訓練を受けている。
逢魔（おうま）
世界に混沌をもたらすために暗躍する組織。メンバーには鎌鼬や天狗といった妖怪が多い。極東本部である日本の活動がメインだが、北米にも支部がありそれぞれで活動している（クロスペディアのシースの台詞によればドイツにも支部があるらしい）。
龍亀一號（りゅうきいちごう）
黄龍寺財閥の資金援助を受けて森羅装備課が開発した極地用特殊車両。零児たち一行の移動拠点となる。5、60人を収容して陸海空を問わず移動でき、収容人員の居住スペースに加えて、裏嶋の趣味で漫画の蔵書や体感ゲームコーナーに卓球台、温泉まであり涼からは「旅館か！」とツッコまれるほどの充実ぶりを誇る。空中飛行形態ではエンジンの出力限界を解除することで空中戦艦バルログをも凌駕するスピードで飛行することが可能だが、音声認識で「緊急・加速装置！」と叫ばなければならない（その際の担当はエックスと零児）。さらに異次元移動も可能という超高性能車両。
デザインはメカニックデザイナーの鷲尾直広によるもの。
黄龍寺財閥（こうりゅうじざいばつ）
日本有数の規模を誇る財閥。古来から歴史の裏舞台で暗躍してきた一族であり、政府機関に属する森羅とも関係が深い。前作に登場した黄龍寺美依は黄龍寺財閥の令嬢にあたる。本作では一部のシーンで黄龍寺家の屋敷が登場する。
バーニングレンジャー
未来の世界の特殊消防レスキュー隊。本作ではそのキャラクターたちは登場しないが、カムーズが点けた魔界の炎を消すためにせがたが作中のキャラクターに「自分たちがバーニングレンジャーとなり炎を消そう」と呼びかけ、バーニングレンジャーを結成する展開がある。
マーベルランド
本作で登場する異世界のひとつ。
本作ではかつてワルキューレが魔王ゾウナから救ったマーベルランドと、コニーランドに存在する大遊園地マーベルランドの2つのマーベルランドが登場する。
金の鎖（きんのくさり）
現実世界のみならず、あらゆる異世界に現れた謎の金色の鎖。

## アップデート
Ver.1.1
- 十字ボタンとアナログパッド操作切り替えのオプション設定の追加など、一部仕様の改善
- 動作の安定性改善

Ver.1.2
- 「ミラージュキャンセル」の赤ミラージュキャンセル判定の受付タイミングの緩和
- 「ミラージュキャンセル」使用時のクリティカルヒット判定の緩和など、一部仕様の改善
- 「オリジナルゲームサウンドエディション」のBGM設定に楽曲確認用の再生機能を追加
- 動作の安定性改善[30]

## 主題歌
オープニングテーマ「世界は一つの舞台」
作詞 - 森住惣一郎 / 作曲・編曲 - 古代祐三 / 歌 - marina
エンディングテーマ「月灯りのカーテンコール」
作詞 - 森住惣一郎 / 作曲・編曲 - 古代祐三 / 歌 - marina

## スタッフ
- プロデューサー - 塚中健介（バンダイナムコゲームス）
- 開発プロデューサー - 石谷浩二（モノリスソフト）
- 開発ディレクター - 森住惣一郎（モノリスソフト）
- バトルキャラクター原画 - 斉藤和衛
- イベントキャラクター原画 - 春山和則
- メカデザイン - 鷲尾直広
- オープニングアニメーション監督 - 岩崎安利
- オープニングアニメーション制作 - 株式会社グラフィニカ
- SE制作 - 有限会社サラマンダー・ファクトリー

## 関連商品

### CD
- 世界は一つの舞台（5pb.Records）
  - 2015年12月2日発売。オープニングテーマとエンディングテーマを収録。

## プロモーション
発売に先駆け、2015年10月9日にニンテンドーeショップにおいて体験版が配信された。全3話のステージマップをクリアしたデータがSDメモリーカード内に保存されていると、製品版開始時に周回数に応じて先行プレイ特典アイテムを入手可能。ダウンロード体験版の起動回数は30回まで。
限定版として「オリジナルゲームサウンドエディション」が発売され、特典として原作ゲームやアニメで使用されたオリジナルゲームサウンドを実装した「オリジナルゲームサウンドエディション」、ニンテンドー3DS版『ワルキューレの冒険 時の鍵伝説 with シャオムゥ』のダウンロード番号、川野琢嗣（バンダイナムコゲームス）描き下ろしの“ナムコ クロス カプコン 10thアニバーサリー仕様”3方背パッケージ、“ナムコ クロス カプコン 10thアニバーサリー仕様”スペシャル3DSテーマのダウンロード番号を収録。また、通常版および限定版に初回封入特典として、チャレンジステージ「“10年前”の女」がプレイできるダウンロード番号およびスペシャル3DSテーマのダウンロード番号が封入された。
各社の公式ECサイト限定で会社ごとに異なるキャラクターのドット絵がデザインされた「PXZ2 オリジナルマグカップ」および、「PXZ2 スペシャルセレクションサウンドトラックCD」が同梱された「4社流通限定特装版」（内、前身セガが2社）が発売された。ドット絵を担当したのは『ギャラガ』や『ゼビウス』のドット絵を手がけた小野浩。
本作発売記念として、2015年11月12日発売の『週刊ファミ通』No.1406にスペシャルアイテム「メタリックガバス」が入手できるダウンロード番号が封入された。